# Vesanula
Vesanula is een geslacht van uitgestorven weekdieren uit de klasse van de Gastropoda (slakken).

## Soorten
- Vesanula chaskanon Finlay, 1926 †
- Vesanula tegens (Hutton, 1877) †